# 小笠原忠真
小笠原忠真（日语：／ Ogasawara Tadazane，1596年3月26日—1667年12月3日）是日本江戶時代初期的大名。父親是小笠原秀政。信濃國松本藩第2代藩主，後來成為播磨國明石藩藩主、豐前國小倉藩初代藩主。與前小倉藩主細川忠利是義兄弟。

## 略歷
在慶長元年2月28日（1596年3月26日）於下總國古河城出生，家中次男。幼名春松丸。受德川秀忠賜予偏諱而改名忠政，晩年改名為忠真。因為父親秀政和長兄忠脩在慶長20年（1615年）的大坂夏之陣中戰死，因此繼承總領家的家督，領有信濃松本8萬石。而且迎忠脩的未亡人龜姬為正室。後來轉封播磨明石10萬石，之後再移封豐前小倉15萬石。寬永15年（1638年），在島原之亂時負責守備長崎。寬文5年（1665年），邀請黄檗宗的開祖隱元隆琦的高弟即非如一，建立廣壽山福聚寺。在寬文7年10月18日（1667年12月3日）死去。享年71歲。

## 人物、逸話
- 大名茶人，建立茶湯隆盛文化的基礎。除了盡力普及上野燒（日语：上野焼）外，還召來茶人古市了和來振興小笠原家茶道古流（日语：小笠原家茶道古流）。

- 愛吃一種名叫糠漬（日语：糠漬け）的醃製食物，在入封小倉城之際，亦手持糠床，更向城下的人們獎勵這種食物，受到這個影響，直到現代，在舊城下的小倉中，各家中都有代代繼承被稱為「百年床」的糠床。

- 劍豪宮本武藏出仕時間最長的主君。

## 外部連結
- 武家家伝＿府中小笠原氏 （页面存档备份，存于）